# Stazione di Barletta Marittima
La stazione di Barletta Marittima era una stazione di Barletta, ubicata sulla diramazione Barletta Centrale - Barletta Marittima a servizio del porto.

## Storia
La stazione di Barletta Marittima, inizialmente denominata Barletta Scalo Piroscafi, era il capolinea del raccordo che dalla stazione di Barletta conduceva al porto dopo un percorso di km. 2+415. Inaugurato il 16 ottobre 1914, il raccordo usciva dalla stazione di Barletta, direzione Bari, e con una curva aggirava la zona industriale (servita anche con un apposito binario raramente utilizzato) per poi raggiungere la strada litoranea che attraversava con l'unico casello presente per portarsi nel porto.
Inizialmente il raccordo venne utilizzato per il trasporto delle merci dalle navi ai treni e viceversa. Negli anni trenta venne anche realizzato un collegamento viaggiatori con Foggia, esperimento che però durò pochi anni. Con l'avvento del trasporto su gomma, già a partire dagli anni sessanta il raccordo perse ogni importanza e in pratica il suo utilizzo divenne sempre più sporadico.
Nel 1982 se ne iniziò lo smantellamento in considerazione del fatto che già da anni non vedeva il passaggio di rotabili.